# Marie-Aimée Lullin
Marie-Aimée Lullin — parfois Maria Lullin — née le 5 avril 1751 et morte le 21 janvier 1822 , est l'épouse de l'entomologiste suisse François Huber (1750–1831). Huber est l'auteur d'un livre sur les abeilles intitulé Nouvelles observations sur les abeilles publié en un tome en 1792 (sous forme de lettres adressées à Charles Bonnet), puis dans une version nettement augmentée en deux tomes en 1814 (le second tome a été préparé par son fils Pierre).
Il est bien établi que Huber, qui était aveugle, a effectué la plupart de ses observations à l'aide de son collaborateur, François Burnens. À la suite du départ de ce dernier, diverses personnes l'ont aidé dans ses travaux, dont son épouse Marie. Il est également connu que cette dernière a fortement soutenu les activités de son mari ; c'est d'ailleurs contre la volonté de son propre père qu'elle l'a épousé (elle dut attendre sa majorité, soit 25 ans à l'époque). En revanche, l'affirmation faite par Margaret Alic, selon laquelle Marie Lullin serait l'auteure des Nouvelles observations sur les abeilles et que le livre aurait seulement été publié sous le nom de son mari est inexacte et ne repose sur aucun fondement historique.
Le cratère vénusien Lullin a été nommé en son honneur.

## Référence
1. ↑  Albert Choisy, Généalogies genevoises: Familles admises à la Bourgeoisie avant la Réformation, 1947
2. ↑  Margaret Alic, Invisible scientists, The Womens Press, p. 230.
3. ↑  The Honey Bee, American Bee Journal, oct. 1861, vol. I, no 10.
4. ↑  « Cratère Lullin ».